# 阿部真大
阿部 真大（あべ まさひろ、1976年10月25日 - ）は、日本の社会学者。専門は労働社会学、家族社会学、社会調査論。甲南大学文学部教授。神戸市東灘区在住。

## 来歴
岐阜県岐阜市生まれ。1995年、岐阜県立岐阜高等学校卒業。東京大学文学部行動文化学科社会学専攻卒業、同大学院人文社会系研究科博士課程を単位取得満期退学。甲南大学文学部専任講師を経て現在、同教授。
大学院を休学してバイク便ライダーとして働いた経験をもち、2006年に刊行された『搾取される若者たち - バイク便ライダーは見た！』にまとめている。

## 著書

### 単著
- 『搾取される若者たち - バイク便ライダーは見た！』（集英社新書、2006年）
- 『働きすぎる若者たち - 「自分探し」の果てに』（日本放送出版協会、2007年）
- 『ハタチの原点 - 仕事、恋愛、家族のこれから』（筑摩zero双書、2009年）
- 『世界はロックでできている』（講談社BOX、2009年）
- 『居場所の社会学　生きづらさを超えて』（日本経済新聞出版社、2011年）
- 『地方にこもる若者たち　都会と田舎の間に出現した新しい社会』（朝日新書、2013年）
- 『「破格」の人　半歩出る働き方』角川SSC新書、2014

### 共編著
- 『合コンの社会学』（北村文との共著、光文社新書、2007年）

### 翻訳
- ジョン・フィッツジェラルド『キャリアラダーとは何か　アメリカにおける地域と企業の戦略転換』（筒井美紀・居郷至伸共訳、勁草書房、2008年）

## メディア出演
- OH! HAPPY MORNING（ジャパンエフエムネットワーク、水曜日コメンテーター）